# Pseuduvaria pulchella
Pseuduvaria pulchella är en kirimojaväxtart som först beskrevs av Friedrich Ludwig Diels, och fick sitt nu gällande namn av James Sinclair. Pseuduvaria pulchella ingår i släktet Pseuduvaria och familjen kirimojaväxter. Inga underarter finns listade i Catalogue of Life.